# La gabbia d'oro
La gabbia d'oro (Cage of Gold) è un film del 1950 diretto da Basil Dearden.

## Trama
Judith Moray, una giovane donna, si trova davanti a una scelta cruciale: sposare il premuroso dottore Alan Kearn, il fidanzato ideale, o preferirgli l'affascinante ma inaffidabile ex comandante dell'aviazione Bill Glennan, suo vecchio amore. Judith segue il cuore e sceglie Glennan, che, dopo averla sedotta e messa incinta, decide di sposarla. Tuttavia, il giorno successivo al matrimonio, Bill la abbandona brutalmente dopo aver scoperto che il padre di Judith non può garantirgli alcun supporto finanziario. Due anni dopo, Judith, credendo che Bill sia morto, ricostruisce la sua vita. Sposa, quindi, Alan, che accetta di crescere il figlio di Glennan come fosse il proprio. Tuttavia, la loro tranquillità viene distrutta quando Bill ricompare improvvisamente, vivo e vegeto. Dimostrando di non essere cambiato, inizia a ricattare Judith, minacciando di svelare il suo passato e compromettendo la sua nuova vita. In un crescendo di tensione e dramma, Judith deve affrontare le conseguenze delle sue scelte e combattere contro le manovre di Bill per proteggere se stessa e la sua famiglia.

## Produzione
Il film fu prodotto dalla Ealing Studios.

## Distribuzione
Distribuito dalla General Film Distributors (GFD), il film uscì nelle sale cinematografiche britanniche il 23 ottobre 1950.